# Estudi electrofisiològic
L'estudi electrofisiològic és una prova mèdica que serveix per al diagnòstic de pacients que tenen o poden tenir alteracions del ritme cardíac (arrítmies). Aquesta prova permet conèixer el tipus i la gravetat de les arrítmies, l'indret del cor on s'originen i els trastorns que produeixen. La prova serveix a més per enfocar millor el tractament que s'ha d'aplicar a aquestes arrítmies en cas d'existir.
Un estudi d'electrofisiologia cardíaca (en anglès: Electrophysiology Studies) (EPS) és un procediment mínimament invasiu que avalua el sistema de conducció elèctrica del cor per avaluar l'activitat elèctrica i les vies de conducció del cor. Durant l'EPS es registra el ritme sinusal i les arrítmies supraventriculars i ventriculars dels intervals cardíacs inicials. L'estudi està indicat per investigar la causa, la ubicació d'origen i el millor tractament per diversos ritmes cardíacs anormals. Aquest tipus d'estudi el realitza un electrofisiòleg i utilitza un catèter únic o múltiple situat dins del cor a través d'una vena o artèria.
És important que els pacients no mengin ni beguin des de 12 hores abans del procediment. Això es fa per prevenir el vòmit. L'incompliment d'aquesta simple preparació pot tenir conseqüències perilloses. En general, petites quantitats d'aigua es poden consumir fins a dues hores abans de l'examen. Els pacients han de fer la prova quan tenen símptomes i no han de conduir durant dos a tres dies.